# (42748) Andrisani
(42748) Andrisani  es un asteroide perteneciente al cinturón de asteroides, descubierto el 21 de septiembre de 1998 por Vittorio Goretti desde el Observatorio de Pianoro, en Italia.

## Designación y nombre
Andrisani se designó inicialmente como 1998 SV10.
Más adelante fue nombrado en honor al cirujano dental italiano y amigo del descubridor, Donato Andrisani (n. 1956).

## Características orbitales
Andrisani orbita a una distancia media del Sol de 2,8502 ua, pudiendo acercarse hasta 2,1276 ua y alejarse hasta 3,5728 ua. Tiene una excentricidad de 0,2535 y una inclinación orbital de 2,1956° grados. Emplea en completar una órbita alrededor del Sol 1757 días.

## Características físicas
Su magnitud absoluta es 14,8.